# SK인천석유화학
SK인천석유화학(한국어: 에스케이인천석유화학, 영어: SK Incheon Petrochem)은 SK이노베이션의 정유사업을 담당하는 자회사로서 대한민국 최초의 정유 회사이다.

## 개요

### 연혁
1969년 한국화약(현 한화/화약)과 미국 유니온오일(현 필립스66)사가 합작 투자하여 대한민국의 세 번째 정유회사인 경인에너지개발(Kyung In Energy Development)을 설립했으며 1972년 경인에너지로 이름이 변경되었다. 유니온오일은 1983년 말에 한국에서 철수하면서 한화그룹이 단독으로 경영하게 되었다. 1987년에 기업을 공개하고 증권거래소에 상장하였으며 1994년에 한화에너지 Energy Plaza로 상호를 변경하였다가, 1999년에 현대정유 OILBANK(현 현대오일뱅크)로 경영권이 이전되면서 인천정유로 상호를 변경하였다. 2001년에 회사 정리 절차가 개시되고 2005년 12월에 SK그룹에 인수되어 2006년 3월에 SK인천정유(SK Incheon Oil)로 상호가 변경되었으며, 2008년에 SK이노베이션(당시 SK에너지)에 합병되어, SK에너지 인천콤플렉스(SK Energy Incheon Complex)로 재출범하였다가 2013년 7월 1일에 SK이노베이션(주)의 5개 자회사 중 하나인 SK인천석유화학(주)으로 물적 분할하여 오늘날에 이르고 있다. SK인천석유화학은 SK에너지의 전신인만큼 현재도 LPG, 등유, 경유, 휘발유, 아스팔트 등 국내에서 엔크린 (Enclean)브랜드로 유통되는 기존 정유제품 위주의 생산공정을 갖추고 있으며, 실제로는 약 10% 내외만 석유화학공정을 담당하고 있으나 해외 시장 공략을 위해 석유화학분야 특화기업으로서의 브랜드 인지도를 구축하고자 사명을 SK인천석유화학 (SK Incheon Petrochem)으로 변경하였다. 2013년 10월에 SK에너지 울산콤플렉스 부문장 출신의 이재환 대표이사 사장이 취임하였다.

### 소재지
SK인천석유화학의 전신인 경인에너지개발(주)가 설립되었던 1969년 11월에는 원창동 및 율도지역에 인적이 극히 드물었으며, 매립이 진행되지 않아 해안가와도 바로 인접해있었다. 이후, 수도권의 급속한 인구 팽창에 의해 1983년부터 인근지역 5만여평에 신현주공아파트 등 대규모 주택가가 형성되기 시작하였으며, 율도 및 청라도 지역이 단계적으로 매립되어 청라신도시 등이 형성되었으며, 관할지역인 인천광역시 서구는 50만명을 돌파하였다. 이에 오늘날에는 수도권, 인천국제공항, 김포국제공항, 인천항, 인천대교 등 주요 내수시장 및 공항, 항만시설과 인접해있으며, 중국 및 동남아시아로의 수출 교두보로 활용될 수 있는 지리적 요충지에 자리잡고 있어, 수도권에서 유일무이한 대규모 생산능력을 갖춘 도심형 정유공장이라는 특징이 있다. 부지 총 면적은 인천시 서구 원창동 130만 제곱미터(약 39만평)과 율도 지역 35만 제곱미터(약 11만평)을 포함하여 165만 제곱미터 (약 50만평)이다. 본사는 인천광역시 서구 봉수대로 415 (원창동)에 두고 있으며, 모회사인 SK이노베이션은 서울특별시 종로구 종로 26 (서린동)에 위치에 있다.

## 사업규모

### 생산제품 및 비전
하루의 원유 정제능력은 27만5천배럴이며 (SK에너지 울산콤플렉스는 일일 84만배럴이며, 이 둘을 합친 111만5천배럴은 아시아태평양지역 전체 4위 규모임), 공장의 대다수를 차지하는 기본적인 정유공정을 통해 LPG(가스), 등유(항공유), 경유(디젤), 휘발유(가솔린), 아스팔트 등의 일반 석유제품을 생산하고 있으며, 엔크린(EnClean) 브랜드를 통해 전량 내수 시장에 공급된다. 이에 덧붙여 2012년부터 미국 Honeywell 그룹사인 UOP (Universal Oil Products)사의 친환경적이고 안정적인 특허기술을 도입 하여 증설한 공장을 2014년 7월말 완공하여, 아로마틱 공정의 하나인 PX(파라자일렌)공정을 통해 연간 130만톤 규모의 파라자일렌(폴리에스터, 페트병 등의 원료)을 생산이 가능하며 BTX(벤젠, 톨루엔, 혼합자일렌)공정을 통해서는 연간 20만톤에서 50만톤으로의 벤젠(Benzene)을 증산이 가능하여, 2014년 8월부터 이들 제품을 상업생산하여 중국, 일본, 싱가포르, 미국 등으로 수출하고 있다. 향후, 세계 수준급의 생산성을 지닌 초일류 정유 및 석유화학회사로 발돋움한다는 비전을 가지고 있다.

## 사회공헌활동

### 자원봉사단
SK인천석유화학은 임직원 600여명을 대상으로 '1004단'이라는 사내 봉사단을 구성하여 예향원, 낙원양로원, 인정효행원 등 사회복지시설에서 자원봉사를 정기 실시하고 있으며 지역아동센터 지원 및 인근지역 환경정화 등을 정기적으로 펼치고 있다. 또한 매년 명절(설/추석)맞이 소외계층 기부 (1월, 10월), 벚꽃축제(4월), 부모님의 날 및 장수사진 촬영(5월), 서인천장학회 장학금 전달 (5월), 특수학생 문화체험행사(6월), 사랑의 떡 만들기 및 서구민의 날 야구관람(9월), 온누리상품권 지정기탁 (10월), 사랑의 김장김치 및 연탄나누기(11월) 등 계절별 지역주민과 함께 하는 행사를 개최하고 있으며 인천재능대학교와 연계한 노인일자리박람회(10월) 등 사회공헌행사를 실시하고 있다.

### SK벚꽃축제
SK인천석유화학은 1985년부터 현재까지 4월 초순 벚꽃 개화시기에 맞추어 공장 부지를 지역주민에 개방하는 벚꽃축제를 개최하고 있으며, 약 3만명 이상의 관람객이 방문한다. 부지 안에는 40년 이상 길러진 벚꽃나무, 밤나무, 배나무 등의 600그루가 있다. 사내에 약 1200m 정도의 등산로가 조성되어 있으며 벚꽃나무 군락지 인근에는 밤골 약수터, 테니스장, 휴게소 등이 조성되어 있다. 우리나라 3대 벚꽃 군락지로도 알려진 이 곳은 웹툰작가 강풀의 원작을 배경으로 한 2010년 이순재 주연의 영화 그대를 사랑합니다의 배경 장소로 촬영되었다.

## 사업장
- SK인천석유화학 : 인천광역시 서구 봉수대로 415(원창동)